# Richard D. Ryder

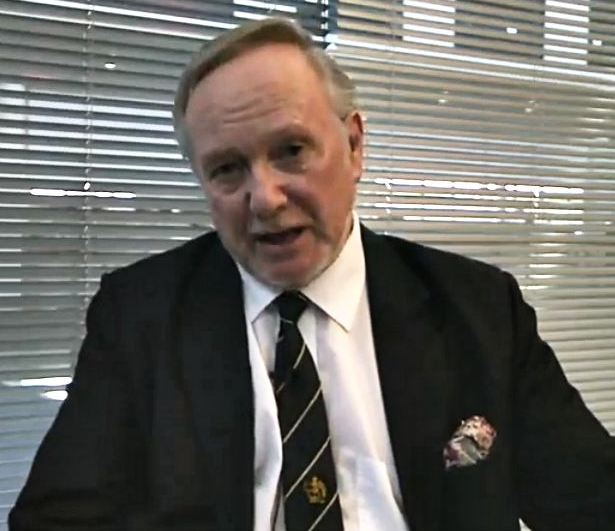
Richard D. Ryder

Richard D. Ryder, Richard Hood Jack Dudley Ryder (ur. 1940) – brytyjski psycholog i obrońca praw zwierząt. Były przewodniczący Królewskiego Towarzystwa ds. Zapobiegania Okrucieństwu wobec Zwierząt (RSCPA). Zasłynął jako twórca terminu gatunkowizm (ang. speciesism), rozpropagowanego potem przez Petera Singera.
Stał się znany opinii publicznej w roku 1969 za sprawą zdecydowanego sprzeciwu wobec testów na zwierzętach. Wkrótce wyrósł na czołowego przedstawiciela nowoczesnego ruchu wyzwolenia zwierząt.
Wyznaje pogląd nazywany painismem (od ang. pain, tj. ból), według którego prawa moralne przysługują każdej istocie zdolnej do odczuwania cierpienia.